# Aphelocephala
Aphelocephala (Witgezichten) is een geslacht van vogels uit de familie Australische zangers (Acanthizidae). Het geslacht telt drie soorten.

## Soorten
- Aphelocephala leucopsis  – Zuidelijke witgezicht
- Aphelocephala nigricincta  – Gebandeerde witgezicht
- Aphelocephala pectoralis  – Kastanjeborstwitgezicht